# Athlète neutre autorisé
Pour les articles homonymes, voir ANA.

Logo officiel des « athlètes neutres autorisés » (ANA).

Les athlètes neutres autorisés (ANA, en anglais : Authorised Neutral Athlete) et les athlètes neutres individuels (AIN, en anglais : Individual Neutral Athlete) permettent aux athlètes de participer à des compétitions sportives internationales sous bannière neutre, conformément à la convention standard de la Charte olympique. En août 2022, seuls les athlètes russes et biélorusses de certains sports ont concouru ou concourent sous la qualification d'ANA.
Introduit initialement en athlétisme en 2017 à la suite du scandale de dopage russe révélé en décembre 2014, ce terme a été étendu à d'autres sports à la suite de l'invasion russe de l'Ukraine en février 2022. Invoquant une violation de la Trêve olympique par le gouvernement russe, dont la Biélorussie était complice, le Comité international olympique (CIO) a recommandé de suspendre toutes les équipes, officiels et concurrents russes et biélorusses de toute activité sportive pour des raisons de sécurité, tout en autorisant les compétitions individuelles en toute neutralité.

## En athlétisme
La Fédération russe d'athlétisme ayant été suspendue en novembre 2015, cet agrément permet à certains athlètes de pouvoir participer aux compétitions internationales. Les « athlètes neutres » sont créée par l'IAAF en 2016.
Les athlètes sous cette bannière neutre concourent à titre individuel, sans drapeau ni maillot russe, sans référence à la nationalité d'origine, pourvu qu'ils aient pu démontrer leur absence de liens avec le système de dopage généralisé qui a caractérisé la fédération russe ces dernières années.
Ils doivent avoir effectué une demande auprès de l'IAAF, qui instruit le possible agrément.
L'abréviation officielle du groupe des « athlètes neutres » agréés par l'IAAF est ANA ; c'est également le « code pays » officiel de l'IAAF, notamment utilisé lors de la présentation des athlètes et l'affichage de leurs résultats.
Le drapeau officiel est neutre (soit blanc, soit celui de l'IAAF, ou approuvé par l'IAAF), l'hymne joué en cas de médaille d'or est celui de l'IAAF.
La première athlète à bénéficier de ce statut est Darya Klishina (en août 2016).
Être agréé « athlète neutre » par l'IAAF permet de participer à une compétition avec l'accord (l'invitation) de l'organisateur de la compétition.

### Athlètes agréés lors des différentes compétitions
- Championnats du monde d'athlétisme 2017, sur quarante-huit athlètes agréés par l'IAAF[7], ils sont dix-neuf à concourir[8], sept femmes et douze hommes.
- Championnats du monde d'athlétisme en salle 2018, huit athlètes agréés par l'IAAF concourent[9], cinq femmes et trois hommes.
- Championnats du monde juniors d'athlétisme 2018, neuf athlètes agréés par l'IAAF concourent[10], six femmes et trois hommes.
- Championnats d'Europe d'athlétisme 2018, trente athlètes agréés par l'IAAF concourent[11], douze femmes et dix-huit hommes.
- Championnats du monde d'athlétisme 2019, trente athlètes agréés par l'IAAF concourent[12], dix-sept femmes et treize hommes.

## Autres sports
Le terme est aussi utilisé dans les autres sports où les sportifs peuvent participer aux compétitions même la fédération nationale est suspendu. IL est d'usage que ces concurrents participent sous la bannière directement de la fédération internationale.
Lors des championnats du monde de natation en petit bassin 2024, les nageurs neutres ont reçu des codes de pays différents en fonction de leur origine : NAA sont les athlètes de Biélorussie, NAB sont les athlètes de Russie et NAC sont les athlètes du Mexique. 